# Élections législatives de 1962 en Martinique
Les élections législatives françaises de 1962 se déroulent les 18 et 25 novembre 1962.  Dans le département de la Martinique, trois députés sont à élire dans le cadre de trois circonscriptions.

## Élus
| Circonscription | Député sortant         | Parti | Parti | Député élu ou réélu    | Parti | Parti |
| --------------- | ---------------------- | ----- | ----- | ---------------------- | ----- | ----- |
| 1re             | Emmanuel Véry-Hermence |       | SFIO  | Emmanuel Véry-Hermence |       | SFIO  |
| 2e              | Aimé Césaire           |       | PPM   | Aimé Césaire           |       | PPM   |
| 3e              | Victor Sablé           |       | Rad   | Victor Sablé           |       | Rad   |

## Résultats

### Résultats à l'échelle du département
| Parti          | Parti                                            | Premier tour | Premier tour | Second tour | Second tour | Sièges |
| Parti          | Parti                                            | Voix         | %            | Voix        | %           | Sièges |
| -------------- | ------------------------------------------------ | ------------ | ------------ | ----------- | ----------- | ------ |
|                | Républicains indépendants                        | 1 641        | 3,40         | 1 735       | 3,98        | 0      |
|                | Union pour la nouvelle République (UDT)          | 741          | 1,53         | Retrait     | Retrait     | 0      |
|                | Majorité présidentielle                          | 2 382        | 4,93         | 1 735       | 3,98        | 0      |
|                |                                                  |              |              |             |             |        |
|                | Section française de l'Internationale ouvrière   | 15 961       | 33,03        | 2 904       | 6,67        | 1      |
|                | Parti progressiste martiniquais                  | 13 671       | 28,29        | 22 661      | 52,03       | 1      |
|                | Parti communiste martiniquais                    | 10 510       | 21,75        | 7 798       | 17,90       | 0      |
|                | Parti républicain, radical et radical-socialiste | 3 651        | 7,56         | 8 457       | 19,42       | 1      |
|                | Divers                                           | 1 849        | 3,83         |             |             | 0      |
|                | Parti socialiste unifié                          | 293          | 0,61         | 0           |             |        |
|                |                                                  |              |              |             |             |        |
| Inscrits       | Inscrits                                         | 140 167      | 100,00       | 93 465      | 100,00      | 3      |
| Abstentions    | Abstentions                                      | 85 913       | 61,29        | 46 180      | 49,41       |        |
| Votants        | Votants                                          | 54 254       | 38,71        | 47 285      | 50,59       |        |
| Blancs et nuls | Blancs et nuls                                   | 5 937        | 10,94        | 3 730       | 7,89        |        |
| Exprimés       | Exprimés                                         | 48 317       | 89,06        | 43 555      | 92,11       |        |

### Résultats par circonscription

#### Première circonscription (Nord - La Trinité)
| | Emmanuel Véry-Hermence sortant réélu | SFIO           | 13 278 | 62,13  |  |  |  |
| | Félix Lamon                          | PCM            | 3 256  | 15,23  |  |  |  |
| | Aristide Maugée                      | PPM            | 2 990  | 13,99  |  |  |  |
| | Albert Joyau                         | Sans étiquette | 1 849  | 8,65   |  |  |  |
| |                                      |                |        |        |  |  |  |
| Inscrits | Inscrits                             | Inscrits       | 46 811 | 100,00 |  |  |  |
| Abstentions | Abstentions                          | Abstentions    | 24 551 | 52,45  |  |  |  |
| Votants | Votants                              | Votants        | 22 260 | 47,55  |  |  |  |
| Blancs et nuls | Blancs et nuls                       | Blancs et nuls | 887    | 3,98   |  |  |  |
| Exprimés | Exprimés                             | Exprimés       | 21 373 | 96,02  |  |  |  |
| Source : France, Ministère de l'intérieur. Les Elections législatives . Métropole., la Documentation française, 1963 (lire en ligne) |                                      |                |        |        |  |  |  |

#### Deuxième circonscription (Centre - Fort-de-France)
| Candidat | Candidat                   | Parti          | Premier tour | Premier tour | Second tour | Second tour |  |
| Candidat | Candidat                   | Parti          | Voix         | %            | Voix        | %           |  |
| --- | -------------------------- | -------------- | ------------ | ------------ | ----------- | ----------- |  |
| | Aimé Césaire sortant réélu | PPM            | 10 681       | 77,88        | 22 661      | 100,00      |  |
| | Walter Guitteaud           | PCM            | 3 033        | 22,12        | Retrait     | Retrait     |  |
| |                            |                |              |              |             |             |  |
| Inscrits | Inscrits                   | Inscrits       | 50 579       | 100,00       | 50 733      | 100,00      |  |
| Abstentions | Abstentions                | Abstentions    | 32 671       | 64,59        | 25 104      | 49,48       |  |
| Votants | Votants                    | Votants        | 17 908       | 35,41        | 25 629      | 50,52       |  |
| Blancs et nuls | Blancs et nuls             | Blancs et nuls | 4 194        | 23,42        | 2 968       | 11,58       |  |
| Exprimés | Exprimés                   | Exprimés       | 13 714       | 76,58        | 22 661      | 88,42       |  |
| Source : France, Ministère de l'intérieur. Les Elections législatives . Métropole., la Documentation française, 1963 (lire en ligne) |                            |                |              |              |             |             |  |

#### Troisième circonscription (Sud - Le Marin)
| Candidat | Candidat                      | Parti          | Premier tour | Premier tour | Second tour | Second tour |  |
| Candidat | Candidat                      | Parti          | Voix         | %            | Voix        | %           |  |
| --- | ----------------------------- | -------------- | ------------ | ------------ | ----------- | ----------- |  |
| | Georges Gratiant              | PCM            | 4 221        | 31,90        | 7 798       | 37,32       |  |
| | Victor Sablé sortant réélu    | Rad            | 3 651        | 27,60        | 8 457       | 40,48       |  |
| | Jean Maran                    | SFIO           | 2 683        | 20,28        | 2 904       | 13,90       |  |
| | Georges Celma                 | RI             | 1 641        | 12,40        | 1 735       | 8,30        |  |
| | Étienne Verneuil-Sainte-Lucie | UNR-UDT        | 741          | 5,60         | Retrait     | Retrait     |  |
| | Hermann Saint-Prix            | PSU            | 293          | 2,21         |             |             |  |
| |                               |                |              |              |             |             |  |
| Inscrits | Inscrits                      | Inscrits       | 42 777       | 100,00       | 42 732      | 100,00      |  |
| Abstentions | Abstentions                   | Abstentions    | 28 691       | 67,07        | 21 076      | 49,32       |  |
| Votants | Votants                       | Votants        | 14 086       | 32,93        | 21 656      | 50,68       |  |
| Blancs et nuls | Blancs et nuls                | Blancs et nuls | 856          | 6,08         | 762         | 3,52        |  |
| Exprimés | Exprimés                      | Exprimés       | 13 230       | 93,92        | 20 894      | 96,48       |  |
| Source : France, Ministère de l'intérieur. Les Elections législatives . Métropole., la Documentation française, 1963 (lire en ligne) |                               |                |              |              |             |             |  |